# Cenred (Northumbria)

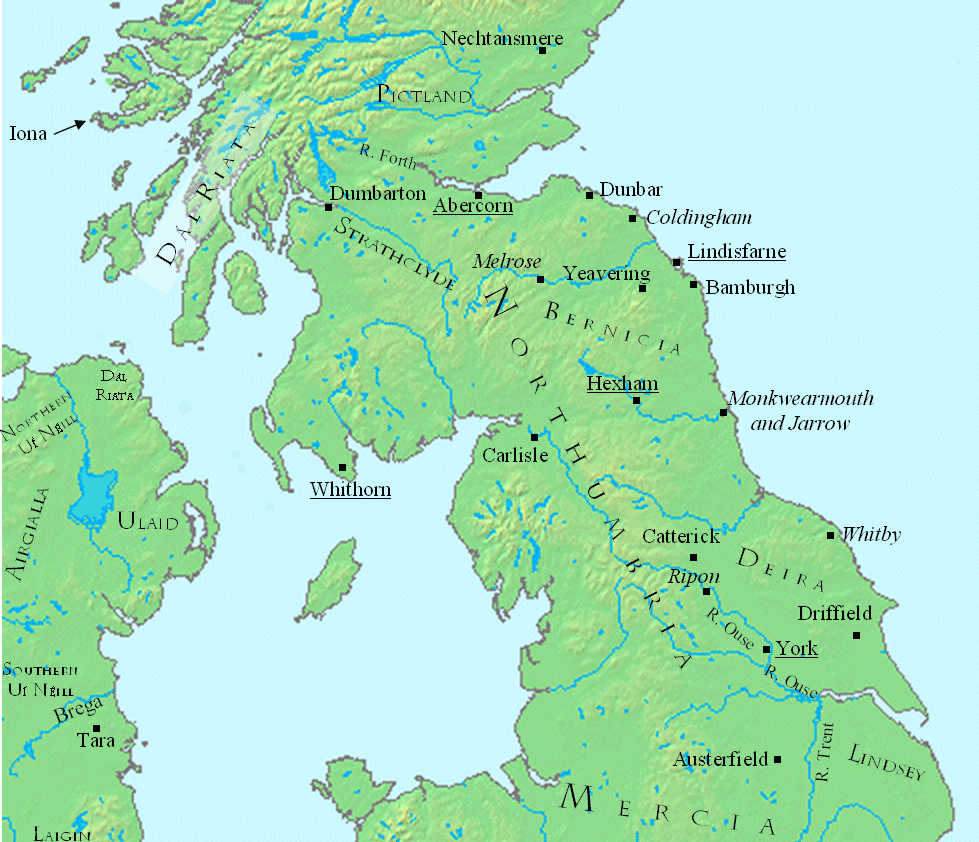
Northumbria zur Zeit Cenreds

Cenred (auch Coenred, Cœnred, Cænred, Coinred; † 718) war ein englischer Fürst. Er war in den Jahren 716 bis 718 König des angelsächsischen Königreiches Northumbria.

## Leben
Cenred war der Sohn des Cuthwine. Über seinen Großvater Leodwald führte er seine Herkunft auf Occa (Ocga), einen Sohn des Dynastiegründers Ida, zurück. Sein Bruder Ceolwulf († 764) war von 729 bis 737 ebenfalls König Northumbrias.
Der Angelsächsischen Chronik folgend fiel König Osred I. (706–716) 716 in einer Schlacht, wahrscheinlich im Kampf gegen Pikten. Wilhelm von Malmesbury, ein Chronist des 12. Jahrhunderts, überlieferte hingegen, dass Osred einer Verschwörung zum Opfer fiel, doch ist das wohl nur eine Hypothese. Mit Osreds Tod endete das fast ununterbrochene Königtum der Nachfahren von Æthelfrith (592–616) und ging mit Cenred an eine Nebenlinie über. Zu Cenreds nur zweijähriger Amtszeit wurden keine Details überliefert, doch legt zu kurze Herrschaft ein gewaltsames Ende nahe. Nach seinem Tod im Jahr 718 folgte Osric auf den Thron, der wahrscheinlich ein jüngerer Bruder seines Vorgängers Osred I. war.